# Richard Wright (músico)
Richard William Wright (Londres, 28 de julio de 1943 - Londres, 15 de septiembre de 2008) fue un músico británico, tecladista, cofundador y vocalista del grupo de rock progresivo Pink Floyd, para el que además compuso varios temas.

## Carrera
Se incorporó al grupo Sigma 6 en 1964, una de las versiones previas de lo que acabaría llamándose Pink Floyd, con Syd Barrett, Roger Waters, Nick Mason y Bob Klose. Wright hizo contribuciones esenciales al sonido de la banda. Su estilo, definido como peculiar y mucho más enfocado en las texturas que otros contemporáneos de su época, es una de las marcas distintivas  del estilo de Pink Floyd. Temas como "Echoes", "The Great Gig in The Sky", "Us and Them" y "Shine on You Crazy Diamond", son excelentes ejemplos de la manera de tocar de Wright.
En 1978, grabó y lanzó su primer disco solista llamado Wet Dream, disco que, posteriormente, consideró simple y con letras no muy sólidas, pero que le gustaba. En aquel disco trabajó junto a Snowy White como guitarrista, ex Thin Lizzy y miembro de apoyo de Pink Floyd, actualmente guitarrista de Roger Waters.
Durante la grabación de The Wall, fue expulsado del grupo por el bajista y principal compositor Roger Waters. Las razones de esto no se difundieron en su momento pero más tarde se supo que Waters estaba descontento con los aportes de Wright y también por haberse negado, en un principio, a interrumpir sus vacaciones en favor de adelantar la publicación del disco. Durante el tiempo que estuvo fuera de Pink Floyd se radicó en Grecia.
En 1984, se unió a Dave Harris, ex Fashion para trabajar en un proyecto que dejaba como protagonista a una máquina de última tecnología utilizada para componer música. Dicha agrupación se llamó Zee y lanzaron un disco denominado Identity el cual tiene un sonido muy alejado del que manejaba anteriormente Wright junto a Pink Floyd. Wright consideró este disco un "error experimental", y se sentía avergonzado por el resultado final.
Poco después, David Gilmour tomó la dirección de Pink Floyd y Waters inició un pleito legal contra Gilmour y Nick Mason por el nombre de la banda. El juicio finalmente fue ganado por estos, obteniendo los derechos sobre el nombre "Pink Floyd", a la vez que Roger Waters ganó parte de los derechos del merchandising de la banda (incluido el cerdo volador habitual en los espectáculos del grupo), los derechos de las canciones que compuso para The Wall (la gran mayoría) y The Final Cut.
Más tarde, en 1987, Pink Floyd editó el álbum A Momentary Lapse of Reason, ya sin Roger Waters, para el cual habían llamado nuevamente a Wright para participar en el disco, todavía como invitado por razones legales. Posteriormente se unió también a la gira que siguió al álbum, con motivo de la cual se publicó el disco doble Delicate Sound of Thunder en 1988, en el cual Wright apareció de nuevo reintegrado oficialmente como miembro del grupo. Para el siguiente álbum, The Division Bell (1994), Wright coescribió 5 canciones, entre ellas el tema "Wearing the Inside Out", compuesto por él y coescrito junto a Anthony Moore.
Así, el único disco de Pink Floyd en el cual Rick Wright no aparece es The Final Cut, obra que con motivo de la disputa legal le pertenece por entero a Roger Waters.
En 1996, volvió a trabajar junto a Moore en su segundo disco solista, Broken China, catalogado por muchos admiradores de Pink Floyd como el mejor trabajo solista de un miembro del grupo. En este disco trabajó junto al actual guitarrista de apoyo de Pink Floyd, Tim Renwick, además del bajista Pino Palladino y la voz de Sinéad O'Connor en dos de sus temas, entre otros músicos. Incluso David Gilmour fue invitado a participar en las guitarras del tema "Breakthrough", pero el resultado de sus grabaciones no fue utilizado.
El año 2001, David Gilmour realizó una serie de conciertos semi-acústicos invitando a Wright en un par de ellos a tocar su tema "Breakthrough" en vivo.
En julio de 2005, por primera vez desde los conciertos de The Wall, Wright, Gilmour, Mason y Waters se unieron de nuevo como Pink Floyd para tocar cinco temas en el concierto masivo Live 8 en Londres.
Ese mismo año Gilmour le insinuó a la BBC que el grupo podría reunirse otra vez para un concierto especial, pero descartó la posibilidad de otra gira. Nunca se llegó a concretar.
Para 2006, Wright y Nick Mason participaron con David Gilmour durante su presentación en el Royal Albert Hall en Londres, siendo la última presentación del Pink Floyd post-Waters. También en 2006 se dio a conocer el nuevo álbum solista de David Gilmour, On an Island, en el que Rick Wright participó en una de las canciones y posteriormente fue el teclista de la banda que realizó el tour mundial.
Tras el reencuentro, Roger Waters superó todas sus pasadas diferencias con Rick Wright e incluso lo invitó a participar también en su gira The Dark Side of the Moon Live (en la que asimismo colaboró Nick Mason), pero Wright declinó la oferta en pos de dedicarse a preparar un nuevo álbum solista, el cual según se informaba sería un disco instrumental. Este nuevo disco no se llegó a concretar debido al deceso de Wright.

## Vida personal
Su primer matrimonio fue con Juliette Gale, en 1964. Tuvieron dos hijos y se divorciaron en 1982. Entre 1984 y 1994 estuvo casado con Franka, y dos años más tarde intercambió alianzas con Millie (a quien le dedicó su segundo álbum solista, Broken China). Ese mismo año, su hija Gala contrajo matrimonio con Guy Pratt, el bajista que tocó para Pink Floyd desde la salida de Roger Waters.

## Últimos años y muerte
El lunes 15 de septiembre del 2008, tras una breve lucha contra el cáncer, Wright falleció en su hogar de Londres. Tenía 65 años. Es el segundo miembro fundador de Pink Floyd que murió, tras el deceso de Syd Barrett en el 2006. 
Debido a su vida apartada de los medios del espectáculo a partir de su última presentación con Pink Floyd en el Live 8 y a sus esporádicas presentaciones públicas, no se conocieron mayores detalles sobre su deceso.

## Discografía

### Pink Floyd
- 1967 The Piper at the Gates of Dawn
- 1968 A Saucerful of Secrets
- 1969 Music from the Film More
- 1969 Ummagumma
- 1969 More
- 1970 Atom Heart Mother
- 1971 Meddle
- 1972 Obscured by Clouds
- 1973 The Dark Side of the Moon
- 1975 Wish You Were Here
- 1977 Animals
- 1979 The Wall
- 1987 A Momentary Lapse of Reason (como músico contratado; su crédito fue reestablecido hasta 2011)
- 1994 The Division Bell (nuevamente como integrante oficial)
- 2014 The Endless River (obra póstuma)

### Solitario
- 1978 Wet Dream
- 1984 Identity (Junto con Dave Harris como grupo bajo el nombre de Zee)
- 1996 Broken China